# Сімоне Лаудер
Сімоне Лаудер (нім. Simone Laudehr, 12 липня 1986, Регенсбург) — німецька футболістка, Олімпійська чемпіонка. Півзахисник футбольного клубу «Баварія» та національної збірної Німеччини.

## Ігрова кар'єра
У футбол почала займатись у трирічному віці в клубі «Тегернгайм». З 1996 по 2003 виховувалась у футбольній школі ФК «Регенсбург».
У 2003 укладає свій перший контракт з мюнхенською «Баварією». У 2004 переходить до клубу «Дуйсбург 2001», тут вона двічі виграє Кубок Німеччини та Лігу чемпіонів УЄФА.
З сезону 2012/13 захищає кольори 1.ФК «Франкфурт». 21 квітня 2015 продовжила свій контракт до кінця сезону 2016/17.
Наприкінці 2016 повернулась до складу «Баварії».

## Збірна
У складі юніорської збірної Німеччини провела 56 матчів, забила 19 м'ячів.
У складі молодіжної збірної Німеччини, провела 9 матчів, забила 4 голи. 
У складі національної збірної Німеччини виступає з 2007. 

### Голи в складі збірної
| Лаудер – голи за національну збірну | Лаудер – голи за національну збірну | Лаудер – голи за національну збірну    | Лаудер – голи за національну збірну | Лаудер – голи за національну збірну | Лаудер – голи за національну збірну | Лаудер – голи за національну збірну |
| #                                   | Дата                                | Місце                                  | Суперник                            | Гол                                 | Рахунок                             | Турнір                              |
| ----------------------------------- | ----------------------------------- | -------------------------------------- | ----------------------------------- | ----------------------------------- | ----------------------------------- | ----------------------------------- |
| 1.                                  | 2 серпня 2007                       | Гера, Німеччина                        | Чехія                               | 2–0                                 | 5–0                                 | Товариський матч                    |
| 2.                                  | 30 вересня 2007                     | Шанхай, Китай                          | Бразилія                            | 2–0                                 | 2–0                                 | Чемпіонат світу 2007                |
| 3.                                  | 15 серпня 2008                      | Шеньян, Китай                          | Швеція                              | 2–0                                 | 2–0                                 | Олімпійські ігри 2008               |
| 4.                                  | 25 липня 2009                       | Зінсгайм, Німеччина                    | Нідерланди                          | 5–0                                 | 6–0                                 | Товариський матч                    |
| 5.                                  | 27 серпня 2009                      | Тампере, Фінляндія                     | Франція                             | 5–1                                 | 5–1                                 | Чемпіонат Європи 2009               |
| 6.                                  | 7 вересня 2009                      | Гельсінки, Фінляндія                   | Норвегія                            | 1–1                                 | 3–1                                 | Чемпіонат Європи 2009               |
| 7.                                  | 17 лютого 2010                      | Дуйсбург, Німеччина                    | Північна Корея                      | 2–0                                 | 3–0                                 | Товариський матч                    |
| 8.                                  | 7 червня 2011                       | Ахен, Німеччина                        | Нідерланди                          | 2–0                                 | 5–0                                 | Товариський матч                    |
| 9.                                  | 16 червня 2011                      | Майнц, Німеччина                       | Норвегія                            | 1–0                                 | 3–0                                 | Товариський матч                    |
| 10.                                 | 30 червня 2011                      | Франкфурт-на-Майні, Німеччина          | Нігерія                             | 1–0                                 | 1–0                                 | Чемпіонат світу 2011                |
| 11.                                 | 19 листопада 2011                   | Вісбаден, Німеччина                    | Казахстан                           | 7–0                                 | 17–0                                | Кваліфікація ЧЄ-2013                |
| 12.                                 | 19 листопада 2011                   | Вісбаден, Німеччина                    | Казахстан                           | 10–0                                | 17–0                                | Кваліфікація ЧЄ-2013                |
| 13.                                 | 19 вересня 2012                     | Дуйсбург, Німеччина                    | Туреччина                           | 3–0                                 | 10–0                                | Кваліфікація ЧЄ-2013                |
| 14.                                 | 29 червня 2013                      | Мюнхен, Німеччина                      | Японія                              | 4–2                                 | 4–2                                 | Товариський матч                    |
| 15.                                 | 21 липня 2013                       | Векше, Швеція                          | Італія                              | 1–0                                 | 1–0                                 | ЧЄ-2013                             |
| 16.                                 | 26 жовтня 2013                      | Копер, Словенія                        | Словенія                            | 7–0                                 | 13–0                                | Кваліфікація ЧС-2015                |
| 17.                                 | 10 березня 2014                     | Албуфейра, Португалія                  | Норвегія                            | 2–1                                 | 3–1                                 | Кубок Алгарве 2014                  |
| 18.                                 | 5 квітня 2014                       | Дублін, Ірландія                       | Ірландія                            | 1–1                                 | 3–2                                 | Кваліфікація ЧС-2015                |
| 19.                                 | 8 травня 2014                       | Оснабрюк, Німеччина                    | Словаччина                          | 8–0                                 | 9–1                                 | Кваліфікація ЧС-2015                |
| 20.                                 | 19 червня 2014                      | Vancouver, Canada                      | Канада                              | 2–1                                 | 2–1                                 | Товариський матч                    |
| 21.                                 | 13 вересня 2014                     | Москва, Росія                          | Росія                               | 1–0                                 | 4–1                                 | Кваліфікація ЧС-2015                |
| 22.                                 | 4 березня 2015                      | Віла-Реал-де-Санту-Антоніу, Португалія | Швеція                              | 2–0                                 | 2–4                                 | Кубок Алгарве 2015                  |
| 23.                                 | 8 квітня 2015                       | Фюрт, Німеччина                        | Бразилія                            | 2–0                                 | 4–0                                 | Товариський матч                    |
| 24.                                 | 27 травня 2015                      | Баден, Швейцарія                       | Швейцарія                           | 1–1                                 | 3–1                                 | Товариський матч                    |
| 25.                                 | 7 червня 2015                       | Оттава, Канада                         | Кот-д'Івуар                         | 7–0                                 | 10–0                                | Чемпіонат світу 2015                |
| 26.                                 | 18 вересня 2015                     | Галле, Німеччина                       | Угорщина                            | 8–0                                 | 12–0                                | Кваліфікація ЧЄ-2017                |

Джерело:

## Титули і досягнення

### Клубні
«Дуйсбург 2001»
- Володарка Ліги чемпіонів (1): 2009
- Володарка Кубка Німеччини (2): 2009, 2010

1.ФК «Франкфурт»
- Володарка Ліги чемпіонів (1): 2015
- Володарка Кубка Німеччини (1): 2014

### Збірна
- Чемпіонка світу (1): 2007
- Чемпіонка Європи (2): 2009, 2013
- Чемпіонка світу серед юніорок (U-19) (1): 2004
- Олімпійська чемпіонка (1): 2016.
- Бронзова призерка Олімпійських ігор (1): 2008.